# Жуковичи (Гомельская область)
Жуковичи (бел. Жукавічы) — деревня в Ломовичском сельсовете Октябрьского района Гомельской области Белоруссии.

## География
В 16 км на юг от Октябрьского, 12 км от железнодорожной станции Рабкор (на ветке Бобруйск — Рабкор от линии Осиповичи — Жлобин), 225 км от Гомеля.

## История
По письменным источникам известна с начала XVI века как селение в Минском воеводстве Великого княжества Литовского. В 1505 году король Сигизмунд I Старый подарил село Жуковичи дворянину Счасному, а в 1507 году подтвердил дарение.
После 2-го раздела Речи Посполитой (1793 год) в составе Российской империи. В 1795 году во владении помещика Липского. С начала XIX века в составе поместья Грабьё. В 1908 году в Рудобельской волости Бобруйского уезда Минской губернии.
В 1880-х отмечено что деревня принадлежала Парицкому полицейскому округу, гмины Карпиловка. 
Во время советско-польской войны в 1920 году в окрестностях действовал партизанский отряд К. П. Орловского. 15 ноября 1920 года освобождена от польских войск. В 1929 году организован колхоз. Во время Великой Отечественной войны немецкие оккупанты в апреле 1942 года сожгли 15 дворов и убили 15 жителей. 10 жителей погибли на фронте. Согласно переписи 1959 года в составе колхоза имени С. М. Кирова (центр — деревня Ломовичи).

## Население
- 1795 год — 11 дворов, 62 жителя.
- 1897 год — 12 дворов, 70 жителей (согласно переписи).
- 1908 год — 16 дворов, 127 жителей.
- 1916 год — 25 дворов, 129 жителей.
- 1940 год — 42 двора, 150 жителей.
- 1959 год — 141 житель (согласно переписи).
- 2004 год — 14 хозяйств, 24 жителя.

## Транспортная сеть
Транспортные связи по просёлочной, затем автомобильной дороге Октябрьский — Озаричи. Планировка состоит из короткой улицы с переулком, ориентированной с юго-запада на северо-восток и застроенной деревянными усадьбами.